# بنر
بَرنوشته

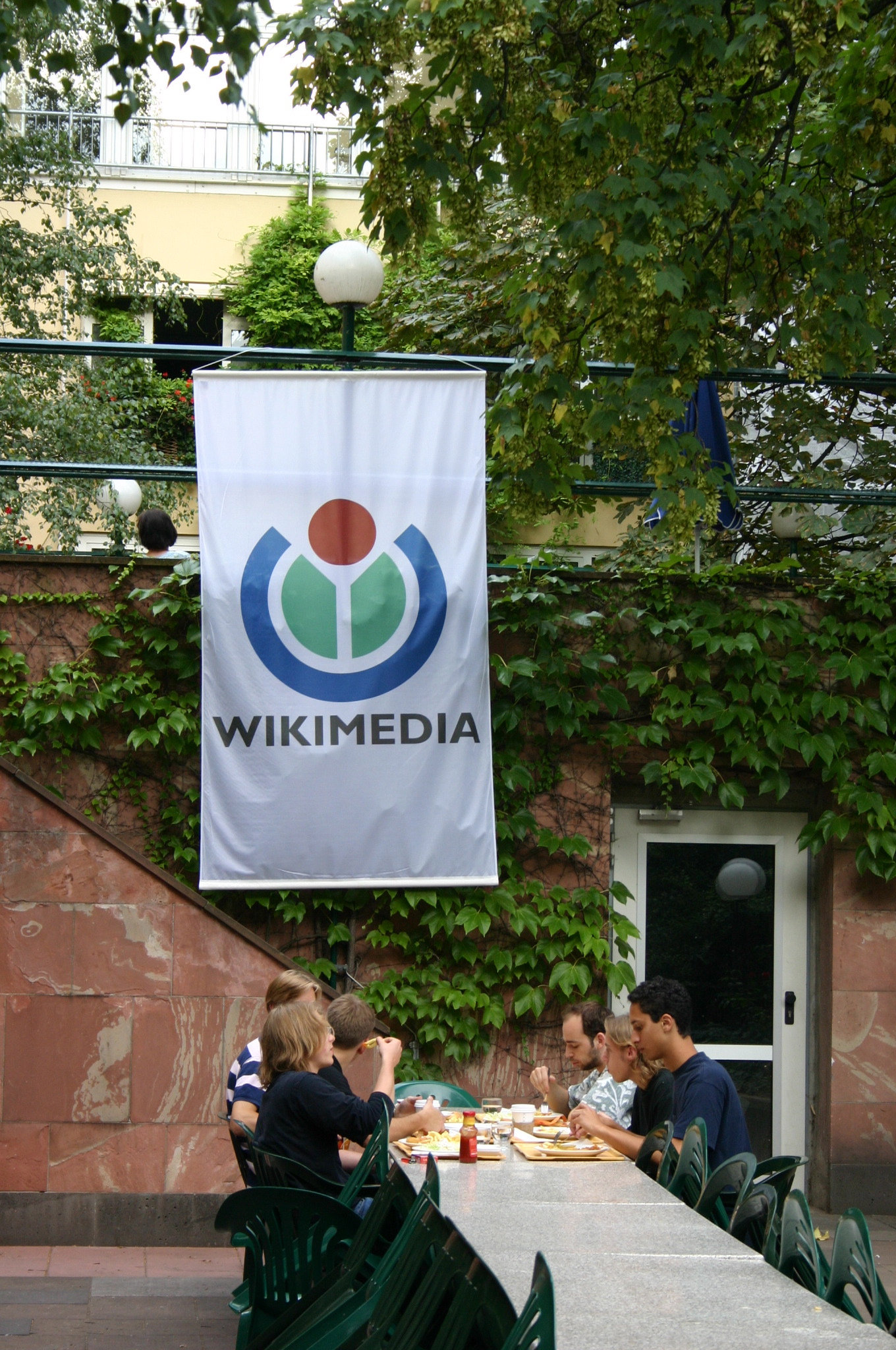
برنما (بَنِر)، ویکی‌مدیا در سال ۲۰۰۵

یا بَرنما یا بَنِر (به انگلیسی: Banner)، پرچم یا تکه‌ای پارچه است که دربردارندهٔ یک نماد، نشان‌واره، شعار، یا پیامی دیگر است. بنر می‌تواند به صورت تصویر دیجیتال نیز باشد که به طور رایج در وب و شبکه‌های اجتماعی استفاده می‌شود.

## برنمای تحت وب (وب بنر)
امروزه معمولاً منظور از بنر پیام‌های تبلیغاتی‌ایی است که در سطح وب استفاده می‌شود. این بنرها معمولاً پیام خود را در قالب طرحی هنرمندانه از تصاویر و متون و برای اهداف تبلیغاتی بیان می‌کند.
طراحی بنر و به طور کلی اساساً این گونه بنرها بر اساس تکرار مجموعه‌ای از تصاویر پشت سر هم (فریم) یا همان تصویر بر ثانیه ساخته می‌شوند که تصاویر یا متون داخل بنر پس از گذشت مثلاً یک ثانیه به اندازه معینی جابجا شده و تشکیل تصویر انیمیشن حاوی تبلیغات را می‌دهند که این تصاویر با پسوند GIF ذخیره می‌شوند و در سر صفحه یا پانوشت یک وب سایت به نمایش در می‌آیند. 

## نگارخانه

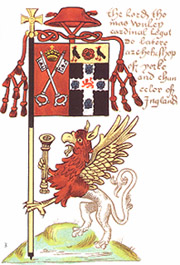